# Clara Kathleen Rogers
Pour les articles homonymes, voir Barnett et Rogers.
Clara Kathleen Barnett Rogers, née le 14 janvier 1844 à Cheltenham et morte le 8 mars 1931 à Boston, est une compositrice, chanteuse, écrivaine et professeure de musique américaine d'origine anglaise.

## Enfance et éducation
Rogers nait le 14 janvier 1844 à Cheltenham, en Angleterre, dans une famille de musiciens. Son grand-père, Robert Lindley (en), était violoncelliste ; son père, John Barnett, est un compositeur d'opéra et est le premier professeur de musique de ses enfants ; sa mère, Eliza, est chanteuse. Alors qu'elle a douze ans, sa famille s'installe en Allemagne pour poursuivre l'éducation musicale des enfants. Clara se voit refuser l'admission au Conservatoire de Leipzig, mais elle est finalement admise en 1857 compte tenu de son talent, faisant d'elle la plus jeune étudiante jamais admise. Deux de ses frères et sœurs ont également fréquenté le conservatoire. Pendant ce temps, son père retourne en Angleterre tandis que sa mère reste avec ses enfants.
Pendant son séjour à Leipzig, Rogers étudie le piano, avec Ignaz Moscheles et Louis Plaidy, l'harmonie, la composition, le violon, le violoncelle et le chant. Bien que les cours de composition n'étaient pas ouverts aux femmes au conservatoire, l'administration crée un cours de composition pour filles en 1859 après avoir entendu le quatuor à cordes que Rogers avait composé à l'âge de 13 ans, Son camarade de classe, Arthur Sullivan, a arrangé le quatuor pour orchestre, a trouvé des musiciens et a organisé une représentation. Rogers passe trois ans au Conservatoire, obtenant son diplôme à seize ans avec mention. Elle étudie également le piano avec Hans von Bülow.

## Carrière
Rogers choisit de poursuivre une carrière vocale et devient chanteuse  d'opéra. Elle fait ses débuts sous le pseudonyme de Clara Doria en 1863 à Turin, en Italie, dans une représentation de Robert le Diable de Giacomo Meyerbeer. Après une tournée en Italie et cinq ans à Londres en tant que chanteuse de concert, elle arrive aux États-Unis en 1871 en tant que membre de la Compagnie d'opéra Parepa-Rosa (en) et passe les sept années suivantes en tant que chanteuse dans au moins trois troupes différentes.
Sa carrière de chanteuse se termine en 1878 lorsqu'elle épouse Henry Munroe Rogers, un avocat vivant à Boston, Massachusetts. À Boston, Rogers a de nombreux amis artistes : Amy Beach, Margaret Ruthven Lang, George Chadwick, Oliver Wendell Holmes Jr., Amy Lowell ou Henry Wadsworth Longfellow. Longfellow écrit  le poème « Stay at Home, My Heart, and Rest » spécialement pour Rogers. Elle accueille des comédies musicales hebdomadaires chez elle et contribue à promouvoir la carrière de ses amis artistes.
Rogers commence à enseigner et à composer, ce qui, selon elle, est un « délice suprême - équivalant parfois presque à l'ivresse! » Au début des années 1880 elle commence à publier certaines de ses chansons chez Arthur P. Schmidt (en). En 1888 elle participe à la fondation du Boston Manuscript Club et est invitée à rejoindre le Manuscript Club de New York en 1895 par Amy Beach. Bien qu'elle y ait rejeté un poste d'enseignante dans le passé, Rogers rejoint le Conservatoire de musique de la Nouvelle-Angleterre en 1902, où elle enseigne le chant et commence à écrire sur la musique. Elle a écrit six livres sur la diction et la technique et trois autobiographies.
Elle meurt le 8 mars 1931 à Boston. Ses correspondances et ses manuscrits sont conservés à la Harvard University Library.

## Œuvres musicales
- Environ 100 chansons
- Quatre pièces pour piano
- Deux quatuors à cordes
- Sonate pour violon et piano
- Sonate pour violoncelle et piano

## Autres publications
- The Philosophy of Singing, publié en 1893
- My Voice and I, publié en 1910
- English Diction in Song and Speech, publié en 1912
- Memories of a Musical Career, publié en 1919/1920
- The Voice in Speech, publié en 1915
- Your Voice and You, publié en 1925
- Clearcut Speech in Song, publié en 1927
- The Story of Two Lives, publié en 1932
- Journal-Letters from the Orient, publié en 1934

## Discographie
- Women at an Exposition: Music Composed by Women and Performed at the 1893 World's Fair in Chicago. Susanne Mentzer, mezzo-soprano; Sunny Joy Langton, soprano; Elaine Skorodin, violon; Kimberley Schmidt, piano. Koch International Classics 3-7240-2H1, 1993.